# Rasswietnaja (obwód miński)
Rasswietnaja (biał. Рассветная; ros. Рассветная, Rasswietnaja; hist.: pol. Cyckowicze; biał. Цыцкавічы, Cyckawiczy) – wieś na Białorusi, w obwodzie mińskim, w rejonie kleckim, w sielsowiecie Czerwona Gwiazda, przy linii kolejowej Osipowicze – Baranowicze.

## Historia
W dwudziestoleciu międzywojennym wieś i zaścianek leżące w Polsce, w województwie nowogródzkim, w powiecie nieświeskim, w gminie Kleck. W 1921 wieś liczyła 316 mieszkańców, zamieszkałych w 57 budynkach, wyłącznie Polaków. 314 mieszkańców było wyznania prawosławnego i 2 rzymskokatolickiego. Zaścianek liczył zaś 60 mieszkańców, zamieszkałych w 9 budynkach, wyłącznie Polaków. 48 mieszkańców było wyznania rzymskokatolickiego i 12 prawosławnego.
Cyckowicze położone były wówczas przy granicy ze Związkiem Sowieckim. Na początku lat 20. mieściła się tutaj kompania 29 Batalionu Straży Granicznej. W latach 1925–1939 w zaścianku Cyckowicze znajdowała się strażnica KOP „Cyckowicze”.
Po II wojnie światowej w granicach Związku Sowieckiego. Od 1991 w niepodległej Białorusi.